# Cap Trafalgar
Die Cap Trafalgar war ein Passagierschiff der Hamburg-Südamerikanischen Dampfschifffahrts-Gesellschaft (Hamburg Süd), das im Ersten Weltkrieg von der Kaiserlichen Marine requiriert und zum Hilfskreuzer umgerüstet wurde.

## Vorkriegseinsatz

Luxuskabine mit Kajütentelefon auf der Jungfernfahrt der Cap Trafalgar, auf dem Sofa sitzend Prinzessin Irene und (Zeitung lesend) ihr Mann, Prinz Heinrich von Preußen, auf der Rückreise von Buenos Aires

Das Schiff lief im Juli 1913 auf der Werft AG Vulcan Hamburg vom Stapel. Die Cap Trafalgar war 186 Meter lang und knapp 22 Meter breit, hatte zwei Verbunddampfmaschinen mit je vier Zylindern und lief mit 15.000 PS 17 Knoten. Bis zum August 1914 fuhr sie im Liniendienst zwischen ihrem Heimathafen Hamburg und Häfen in Südamerika.
Die Jungfernfahrt fand vom 10. März bis zum 1. Mai 1914 statt und führte von Hamburg nach Rio de Janeiro, Buenos Aires, Montevideo und wieder zurück. Führer des Schiffes war Kommodore Langerhannß, ein erfahrener Kapitän der Hamburg-Südamerikanischen Dampfschifffahrts-Gesellschaft, der vorher unter anderem die Cap Ortegal und die Cap Arcona kommandiert hatte. Prominenteste Passagiere an Bord waren Prinz Heinrich von Preußen, der Bruder des Kaisers, und seine Frau, Prinzessin Irene. Anlässlich der Fahrt wurde eine Gedenkmünze herausgegeben. Gegenüber den ursprünglichen Planungen verschob sich die Rückfahrt leicht, weil Prinz Heinrich seinen Aufenthalt in Südamerika verlängerte und vor der Rückreise von Buenos Aires aus mit der Eisenbahn noch nach Chile reiste und am letzten Tag auch Uruguay besuchte. Zur selben Zeit besuchte ein aus den Großlinienschiffen Kaiser und König Albert sowie dem Kleinen Kreuzer Straßburg bestehendes deutsches Marinegeschwader Südamerika und lief ebenfalls Brasilien, Uruguay, Argentinien und Chile an. In Valparaíso traf Prinz Heinrich das dort ankernde Geschwader.
An Bord der Cap Trafalgar waren auch Korvettenkapitän August Moller, der seinen Dienst als deutscher Marineattaché für Argentinien, Uruguay, Brasilien und Chile mit Sitz in Buenos Aires antrat, sowie der neue deutsche Gesandte für Argentinien. Der bisherige Gesandte, Hilmar von dem Bussche-Haddenhausen, kehrte mit seiner Familie auf der Cap Trafalgar nach Deutschland zurück. Auf der Rückreise wurde auf dem Schiff unter der Regie von Prinz Heinrich und mit Darstellern aus dem Kreis seiner Begleiter ein Kinofilm gedreht, dessen Handlung der mitreisende Schriftsteller Fedor von Zobeltitz erdacht hatte und der anschließend Kaiser Wilhelm als Überraschung vorgeführt werden sollte.

## Einsatz als Hilfskreuzer

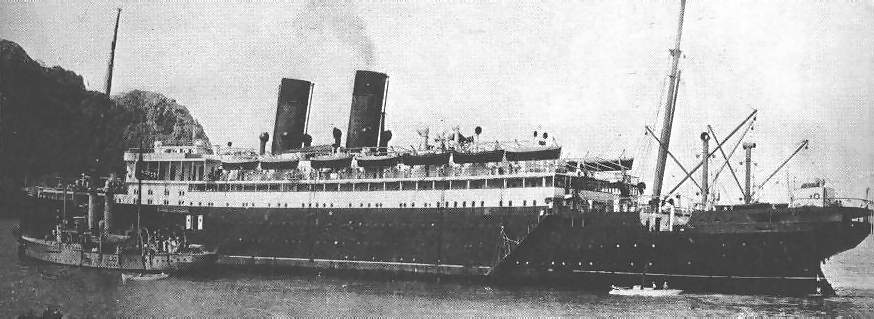
Ausrüstung der Cap Trafalgar durch die Eber

Bei Ausbruch des Ersten Weltkriegs befand sich die Cap Trafalgar in Südamerika. Sie wurde umgehend von der Kaiserlichen Marine requiriert; alle Passagiere und nicht kriegswichtigen Besatzungsmitglieder wurden in Montevideo ausgeschifft, während zusätzliche Heizer und anderes seemännisches Personal von anderen im Hafen festliegenden deutschen Handelsschiffen übernommen wurden. Der Umbau erfolgte in Verantwortung des deutschen Marineattaché Korvettenkapitän Moller. Das Schiff traf dann in der Nähe der brasilianischen Insel Trindade, 450 Seemeilen östlich von Vitória, mit dem deutschen Handelsdampfer Steiermark der Hamburg-Amerika-Linie und dem Kanonenboot Eber zusammen, von dem sowohl Marineoffiziere und -mannschaften als auch Geschütze und Munition übernommen wurden. Die Hauptbewaffnung bestand aus zwei 10,5-cm-Geschützen und sechs 3,7-cm-Revolverkanonen. Als Handelsstörer sollte die Cap Trafalgar (Hilfskreuzer B) unter dem Kommando von Korvettenkapitän Julius Wirth britische Handelsschiffe aufbringen und versenken. Zehn Tage kreuzte das Schiff daraufhin vor der Ostküste Südamerikas auf der Suche nach gegnerischen Handelsschiffen.
Nach erfolgloser Suche lief die Cap Trafalgar abermals die Insel Trindade an, wo die Kaiserliche Marine ein kleines Versorgungsdepot eingerichtet hatte. Dort wurde sie, zusammen mit den Versorgungsschiffen Pontos (Hapag, 5.703 BRT) und Eleonore Woermann (Woermann-Linie, 4.624 BRT) am frühen Morgen des 14. September 1914 von dem britischen Hilfskreuzer Carmania entdeckt, einem ehemaligen Passagierdampfer der Cunard Line.

## Gefecht mit derCarmania

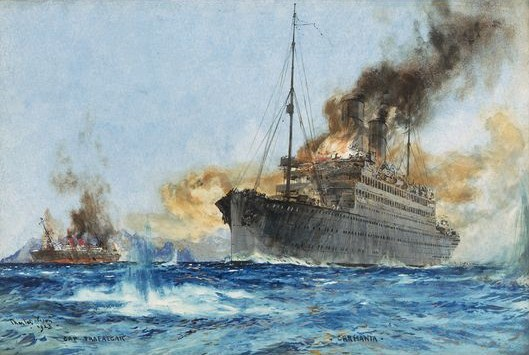
Hilfskreuzer Cap Trafalgar sinkt

Um Platz zum Manövrieren zu gewinnen, fuhren beide Schiffe zunächst mehrere Seemeilen in die offene See hinaus. Die Cap Trafalgar funkte eine chiffrierte Botschaft, die die Position des bevorstehenden Gefechts mit 35 Grad West und 26 Grad Süd bei Kurs NNW angab. Als beide Schiffe dann die Distanz verringerten, um den Kampf aufzunehmen, feuerte die Carmania zu früh, so dass die Cap Trafalgar die ersten Treffer erzielen konnte. Die Carmania erhielt während der folgenden zwei Stunden 79 Treffer, davon mehrere unter der Wasserlinie; ihre Kommandobrücke wurde vollständig zerstört. Mit abnehmender Entfernung erzielte aber auch sie zahlreiche Treffer auf der Cap Trafalgar. Auf beiden Schiffen brachen Feuer aus. Als die Entfernung zwischen den Kombattanten auf wenige hundert Meter geschrumpft war, beschossen sich die Besatzungen von Deck aus mit Maschinengewehren.
Während die Brände auf der Carmania außer Kontrolle zu geraten drohten, drehte die Cap Trafalgar plötzlich ab und ließ ihre Rettungsboote zu Wasser. Das Schiff entwickelte in kürzester Zeit Schlagseite und begann zu sinken, da ein Treffer unter der Wasserlinie mehrere Schotten zerstört hatte. Die Versorger bargen 279 Mann der Besatzung; 51 Mann kamen bei dem Gefecht oder beim Untergang ums Leben, darunter Korvettenkapitän Wirth. Die Überlebenden wurden von der Eleonore Woermann nach Montevideo gebracht.
Die Carmania war in nicht viel besserer Verfassung – brennend, mit Wasser im Schiff, schwerer Schlagseite und mit neun Toten und vielen Verwundeten. Der durch die gefunkten Positionsangaben der Cap Trafalgar herangeführte deutsche Hilfskreuzer Kronprinz Wilhelm erreichte kurz darauf den Kampfplatz und hätte die schwer angeschlagene Carmania vermutlich versenken können; ihr Kapitän, Kapitänleutnant Thierfelder, rechnete jedoch damit, dass jederzeit überlegene britische Kriegsschiffe eintreffen könnten, die durch Funksprüche der Carmania herbeigerufen worden waren. Die Kronprinz Wilhelm drehte daher ab, ohne einen Schuss abzufeuern, und dampfte davon. Die Carmania wurde am nächsten Tag von Schiffen der Royal Navy nach Pernambuco geleitet.